# Ned Lukacevic
Ned Lukacevic, czarnog. Nedeljko Lukačević (ur. 11 lutego 1986 w Titogradzie) – kanadyjski hokeista pochodzenia czarnogórskiego.

## Kariera
- Port Coquitlam Pirates (2000-2002)
- Spokane Chiefs (2002-2005)
- Swift Current Broncos (2005-2006)
- Manchester Monarchs (2006)
- Reading Royals (2006-2008)
- Providence Bruins (2008-2009)
- Las Vegas Wranglers (2009-2012)
  -  Texas Stars (2009/2010)
  -  San Antonio Rampage (2010-2011)
- IF Sundsvall Hockey (2012)
- Eispiraten Crimmitschau (2012)
- HC 05 Banská Bystrica (2012-2013)
- Tohoku Free Blades (2013)
- Bakersfield Condors (2013)
- Reading Royals (2013)
- Fife Flyers (2013-2015)
- Coventry Blaze (2015)
- Edinburgh Capitals (2015-2016)
- GKS Katowice (2016)
- Quad City Mallards (2016-2017)
- DVTK Jegesmedvék (2017)
- Újpesti TE (2017)
- Odense Bulldogs (2018)
- Les Remparts de Tours (2019)
- Manchester Storm (2019)
- Rostock Piranhas (2019-2020)

Urodził się w 1986 w Podgoricy w granicach ówczesnej Socjalistycznej Republiki Czarnogóry w składzie Jugosławii. Karierę hokejową rozwijał w Kanadzie. Od 2002 do 2006 przez cztery pełne sezony grał w kanadyjskiej lidze juniorskiej WHL w strukturze CHL. W tym czasie w drafcie NHL z 2004 został wybrany przez Los Angeles Kings. Od 2006 do 2011 oraz epizodycznie w sezonie 2013/2014 występował w wielu zespołach amerykańskich rozgrywek AHL i ECHL. Od 2012 grał w ligach szwedzkiej Allsvenskan, niemieckiej 2. Bundesligi, słowackiej ekstraligi, ligi azjatyckiej, brytyjskiej EIHL. Od sierpnia do października 2016 zawodnik GKS Katowice w rozgrywkach PHL. Od końca grudnia 2016 do lutego 2017 zawodnik Quad City Mallards. Od maja do początku września 2017 zawodnik DVTK Jegesmedvék. We wrześniu 2017 był przez dwa tygodnie na zasadzie próbnym zawodnikiem Újpesti TE. Od stycznia do grudnia 2018 był zawodnikiem Odense Bulldogs. Od stycznia do marca 2019 był zawodnikiem francuskiego Les Remparts de Tours. W lipcu 2019 został graczem Manchester Storm. Od grudnia 2019 do połowy 2020 był zawodnikiem Rostock Piranhas.